# Warm and Cozy
Warm and Cozy (hangul: 맨도롱 또똣; rr: Maendorong Ttottot) (bra: Acolhedor e Aconchegante) é uma série de televisão sul-coreana de 2015 estrelada por Kang So-ra e Yoo Yeon-seok. Escrita pelas irmãs Hong e inspirada na fábula de A Formiga e o Gafanhoto, foi ao ar na MBC de 13 de maio a 2 de julho de 2015, às quartas e quintas-feiras, às 22h, totalizando 16 episódios.

## Sinopse
Lee Jung-joo trabalhou duro durante toda a sua vida, mas nunca teve uma folga, o que a deixou perpetuamente mal-humorada. Em seus sete anos como funcionária administrativa em uma empresa de roupas em Seul, ela nunca faltou um dia de trabalho sequer. Mas isso não a impede de perder o emprego, a casa e o namorado rapidamente, nisso, ela, a contragosto, parte para a Ilha de Jeju.
Lá ela conhece Baek Gun-woo, chef e dono do restaurante "Warm and Cozy". Jung-joo conheceu Baek Gun-woo anteriormente enquanto realizava seu aniversário de dezenove anos, e onde as pessoas os confundiram como gêmeos. Jung-joo primeiro o confunde com uma vigarista, porque ele não consegue evitar contar mentiras encantadoras a torto e a direito. Gun-woo é um homem romântico e descontraído oriundo de uma família rica, que só faz o que tem vontade, incluindo abrir um restaurante em Jeju simplesmente porque foi onde conheceu seu primeiro amor. Jung-joo e Gun-woo entram em conflito sobre suas diferentes personalidades e prioridades, e, gradualmente, começam a se apaixonar um pelo outro.

## Elenco

### Principal
- Kang So-ra como Lee Jung-joo

Ela trabalhou por 7 anos em uma empresa de roupas íntimas em Seul. Quando perdeu o emprego, o namorado e o apartamento, mudou-se para Sorang Town, na ilha de Jeju, para começar uma nova vida.
- Yoo Yeon-seok como Baek Gun-woo

Filho mais novo de uma família rica. Seus irmãos têm pais diferentes e ele é apoiado pelo irmão mais velho. Ele abriu um restaurante, "Warm and Cozy", na cidade de Sorang para impressionar seu primeiro amor. Ele é um chef talentoso, mas preguiçoso, trabalhando apenas por diversão.

### De apoio
- Jung Jin-young como Jung Poong-san,[10] amigo de Gun-woo trabalhando com ele no restaurante "Warm and Cozy"
- Kim Sung-oh como Hwang Wook, o prefeito de Sorang Town, homem solteiro
- Seo Yi-an como Mok Ji-won, o primeiro amor de Gun-woo
- Lee Sung-jae como Song Jung-geun, irmão mais velho de Gun-woo, presidente do Noblesse Resort
- Kim Hee-jung como Kim Hae-shil, uma haenyeo e presidente da Sorang Haenyeo Assoctiaton
- Lee Han-wi como Gong Jong-bae, um faz-tudo na cidade de Sorang
- Ok Ji-young como Cha Hee-ra, irmã mais velha de Gun-woo, diretora de uma agência de entretenimento
- Kim Mi-jin como Bu Mi-ra, escritora que mora em Jeju.
- Lee Yong-yi como Noh Bok-nyeo, uma haenyeo da cidade de Sorang
- Gu Bon-im como Go Yoo-ja, uma haenyeo da cidade de Sorang
- Choi Sung-min como Park Dong-soo, marido de Bu Mi-ra
- Lee Sang-hyun como assistente Jang, o assistente pessoal de Song Jung-geun
- Choi Jae-sung como Jin Tae-yong, pai de Gun-woo

### Participações especiais
- Lee Hwi-hyang como Baek Se-young, mãe de Gun-woo (ep. 1)
- Lee Joong-moon como Hong Gap, ex-namorado de Jung-joo (ep. 1)
- Na Seung-ho como um funcionário público
- Go Kyung-pyo como Jung-min, irmão mais novo de Jung-joo (ep. 1-2)
- Kim Won-hyo como um noivo de Gyeongsang no aeroporto (ep. 1) [11]
- Shim Jin-hwa como uma noiva de Seul no aeroporto (ep. 1) [11]
- Kim Kwang-kyu, como Sr. Gong (ep. 1)
- So Ji-sub como um dono de restaurante em Jeju (ep. 1)
- Muzie como um vizinho do telhado (ep. 1-2)
- Sam Okyere como Sam, um estrangeiro que ingressa na escola de mergulho da ilha junto com Jung-joo (ep. 5-9)
- Nam Hyeon-joo como mãe de Jung-joo (ep. 11)
- Seohyun como Hwang Yura, sobrinha de Hwang Wook (ep. 13)
- Son Ho-jun como Son Joon-hee, o amigo de Gun-woo (ep. 16)

## Audiência
- Na tabela abaixo, os números em azul representam a audiência mais baixa e números em vermelho representam a audiência mais alta.
- NA indica que o drama não ficou entre os 20 programas diários mais vistos naquela data.

| Ep.   | Data de transmissão original | Parcela média de audiência | Parcela média de audiência | Parcela média de audiência | Parcela média de audiência |
| Ep.   | Data de transmissão original | TNmS                       | TNmS                       | AGB Nielsen                | AGB Nielsen                |
| Ep.   | Data de transmissão original | Nacional                   | Seul                       | Nacional                   | Seul                       |
| ----- | ---------------------------- | -------------------------- | -------------------------- | -------------------------- | -------------------------- |
| 1     | 13 de maio de 2015           | 6.4% (NA)                  | 7.8% (19º)                 | 6.3% (NA)                  | 7.3% (19º)                 |
| 2     | 14 de maio de 2015           | 5.8% (NA)                  | 7.5% (NA)                  | 5.6% (NA)                  | 6.5% (NA)                  |
| 3     | 20 de maio de 2015           | 7.7% (19º)                 | 10.1% (11º)                | 6.6% (20º)                 | 7.5% (16º)                 |
| 4     | 21 de maio de 2015           | 6.7% (NA)                  | 8.4% (16º)                 | 6.7% (20º)                 | 7.4% (17º)                 |
| 5     | 27 de maio de 2015           | 7.7% (16º)                 | 9.1% (11º)                 | 7.0% (18º)                 | 7.7% (16º)                 |
| 6     | 28 de maio de 2015           | 7.8% (17º)                 | 11.0% (10º)                | 7.5% (16º)                 | 8.3% (14º)                 |
| 7     | 3 de junho de 2015           | 8.2% (17º)                 | 9.8% (11º)                 | 7.0% (19º)                 | 8.1% (15º)                 |
| 8     | 4 de junho de 2015           | 7.6% (19º)                 | 10.2% (12º)                | 7.6% (17º)                 | 8.2% (14º)                 |
| 9     | 10 de junho de 2015          | 8.6% (17º)                 | 10.9% (8º)                 | 8.1% (15º)                 | 8.8% (13º)                 |
| 10    | 11 de junho de 2015          | 8.5% (18º)                 | 11.3% (9º)                 | 8.8% (18º)                 | 9.2% (16º)                 |
| 11    | 17 de junho de 2015          | 7.6% (18º)                 | 10.3% (9º)                 | 7.8% (15º)                 | 8.7% (13º)                 |
| 12    | 18 de junho de 2015          | 7.5% (19º)                 | 9.2% (14º)                 | 8.2% (15º)                 | 9.0% (12º)                 |
| 13    | 24 de junho de 2015          | 7.1% (NA)                  | 9.0% (13º)                 | 7.5% (17º)                 | 7.8% (14º)                 |
| 14    | 25 de junho de 2015          | 7.2% (20º)                 | 9.2% (19º)                 | 7.6% (19º)                 | 8.6% (16º)                 |
| 15    | 1 de julho de 2015           | 8.5% (16º)                 | 11.0% (8º)                 | 7.7% (15º)                 | 8.4% (13º)                 |
| 16    | 2 de julho de 2015           | 7.7% (18º)                 | 9.0% (12º)                 | 7.6% (17º)                 | 8.3% (16º)                 |
| Média | Média                        | 7.5%                       | 9.7%                       | 7.4%                       | 8.1%                       |

## Trilha sonora
| N.º | Título                                 | Artista                    | Duração |  |
| 1.  | "Thank U"                              | K.Will                     | 3:24    |  |
| 2.  | "Butterfly"                            | Ha-neul Hae, Kong Bo-kyung | 3:29    |  |
| 3.  | "더 가까이" (A Little Closer)          | Hyolyn                     | 3:40    |  |
| 4.  | "보이지 말아줘" (Please Don't Be Seen) | Jubee (Sunny Hill)         | 3:36    |  |
| 5.  | "널 위한거야" (All for You)            | Son Seung-yeon             | 4:09    |  |
| 6.  | "Jeju Hands"                           | Voiture                    |         |  |
| 7.  | "라라 테마" (Lala Theme)               | Voiture                    |         |  |
| 8.  | "Funning Guitar"                       | Vários artistas            | 2:03    |  |
| 9.  | "I Missing You"                        | Vários artistas            |         |  |
| 10. | "In Deserted House"                    | Vários artistas            |         |  |
| 11. | "Broken Heart"                         | Vários artistas            |         |  |
| 12. | "Sea of Love"                          | Vários artistas            |         |  |
| 13. | "Falling"                              | Vários artistas            |         |  |